# 세자르 리츠

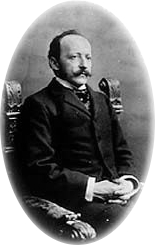
1897년의 세자르 리츠

세자르 리츠(César Ritz, 1850년 2월 23일 - 1918년 10월 26일)는 스위스의 기업인이자 호텔리어이다. 그의 이름을 딴 리츠 호텔이 잘 알려져 있다.
리츠는 발레주 니더발트(fr)의 농가에서 양치기의 13남매 중 막내로 태어났다. 리츠는 같은 발레 주의 브릭(fr)에 있는 작은 호텔의 소믈리에로 일하다가 1867년에 파리로 갔다. 파리의 유명 호텔을 거친 리츠는 빈 세계 박람회(de)에서 일하던 1873년에 에드워드 7세(당시에는 왕세자로 웨일스 공의 신분)을 만났고, 몬테카를로에서 호텔 지배인을 하던 1881년에 재차 에드워드 7세의 방문을 계기로 왕가의 서비스를 호텔에 접목하기 시작했다. 1888년에는 당시의 유명 요리사인 오귀스트 에스코피에(fr)와 손잡고 본격적으로 호텔업을 시작했다.
리츠는 48세 되던 해인 1898년에 파리 방돔 광장에 베르사이유 궁전을 본뜬 호텔 리츠 파리를 개업했다. 호텔 리츠 파리는 호텔 역사상 최초로 각 객실에 욕실과 전화기, 붙박이장 등을 설치했다. 이어 이듬해인 1899년에는 런던의 칼튼 호텔(en)의 지배인으로도 기용되었으나 얼마 지나지 않아 재정 문제로 리츠와 에스코피에는 해고되었다. 그러나 이와 관계 없이 리츠는 사업을 확장하여 '작지만 아름답게', '고품질의 최고급 서비스', '고객 절대 만족'을 모토로 1905년에 런던, 1906년에 마드리드에 리츠 호텔을 개업했다. 이들 호텔들은 1차 세계대전 중에는 병원으로도 사용되었다. 쉬고 치료하고 머물다 가는 곳의 호텔은 이후 병원을 뜻하는 호스피털, 호스텔, 호텔 등으로 변화했다.
1907년, 리츠는 병으로 사업 일선에서 물러났고 1918년 사망했으며 사업은 아들인 샤를(fr)이 물려받았다. 1985년에는 그의 이름을 딴 호텔 학교인 세자르리츠 대학교가 그의 후손들에 의해 설립되었으며 2005년에 세계 관광 기구가 주관하는 TEDQUAL 인증을 받았다.